# Schefflera cracens
Schefflera cracens är en araliaväxtart som beskrevs av David Gamman Frodin. Schefflera cracens ingår i släktet Schefflera och familjen araliaväxter. Inga underarter finns listade.